# 祭典競馬
祭典競馬（さいてんけいば）とは、神社などの祭典において、奉納や余興のために開催された競馬のことをいう。

## 歴史

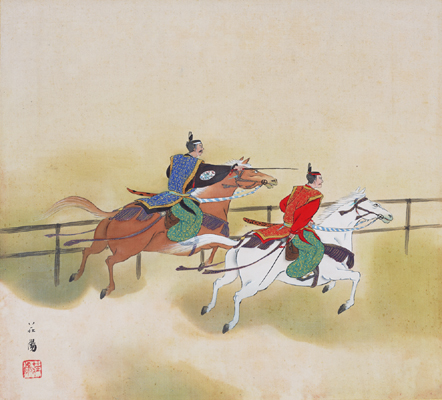
賀茂競馬を描いた絵画

祭典競馬の歴史は、記録上平安時代にまで遡ることができる。日本における祭典競馬の伝統的な形式は、数百mの直線形の馬場を用い、2頭の馬のマッチレースを行ったり、騎射を行ったりするというものであった。そのような祭典競馬としては、賀茂別雷神社（京都・上賀茂神社）の賀茂競馬（かもくらべうま・毎年5月に催される）が現在に残っている。
1861年以降、横浜の外国人居留地で西洋式の競馬（近代競馬）が盛んに行われるようになった。その形式は楕円形の馬場と3頭以上の馬を用いてレースを行うというものであり、まもなく日本人によって日本各地で近代競馬が模倣されるようになったが、そのための場として祭典競馬が盛んに利用された。1870年に東京九段で行われていた招魂社競馬は、そうしたケースのさきがけである。
明治以降も地方、とくに馬の生産を行っていた地域においては祭典競馬が盛んに行われた。それらの中には近代競馬の要素を取り入れたものもあったが、伝統的な形式によるものも数多くあった。
1910年の改正競馬規程によって公認競馬以外の競馬は産牛馬組合または馬匹の改良増殖を目的とする団体が地方長官の許可を得なければ行うことはできないとされた際も、地域の娯楽のために行われる祭典競馬については規制対象から除外された。また、それらの団体が地方長官の許可を得て行う競馬であっても、地域の祭典の時期にあわせて開催されるケースが多かった。
1927年に地方競馬規則が公布され、公認競馬以外の競馬が地方競馬として行われるようになって以降は、同法が施設や主催者など競馬開催のための要件を細かく規定していたために、近代競馬形式による祭典競馬は次第に姿を消していった。しかし競馬規程下の産牛馬組合による競馬と同じく、地方競馬を地域の祭典の日程にあわせて行う地域も数多くあり、そのような地方競馬は歴史的・文化的にみて祭典競馬の流れを汲み、あるいは密接なつながりをもつといえる。また前述賀茂競馬のような神事としての祭典競馬は現在も行われている。

## 現存する祭典競馬の一覧
- お供馬の走り込み（おともうまのはしりこみ）

お供馬の走り込みは愛媛県今治市の加茂神社で「加茂神社秋季大祭」の神事の一つとして執り行われている。1歳から15歳の乗り子と呼ばれる子供が加茂神社の参道約300メートルを馬に乗り走り抜ける。賀茂別雷神社の競馬会神事の流れを汲む。約600年前、室町時代頃に始まったと考えられている。お供馬走り込みは愛媛県の無形民俗文化財に指定されている。
- 競馬会神事（くらべうまえじんじ）

競馬会神事は例年5月5日に、京都府京都市の上賀茂神社（賀茂別雷神社）で「葵祭」における行事の一つとして執り行われている。乗尻（のりじり）と呼ばれる乗り手が左右に別れ、左は打毬（たぎゅう）、右は狛鉾（こまぼこ）と呼ばれる装束を装着して馬場を駆け抜ける。発祥は1093年からで「徒然草」にも競馬会神事についての記述があるなど、歴史ある行事として現代に至るまで受け継がれてきている。競馬会神事は京都市の無形民俗文化財として登録されている。競馬会神事に先立ち5月1日には、競馬会神事へ出場する馬の力量を見定める「足汰式（あしぞろえしき）」も行われている。
- 足伏走馬神事（あしぶせそうめしんじ）

足伏走馬神事は例年5月6日に、滋賀県近江八幡市にある賀茂神社で行われている。全7頭の馬が2頭ずつ直線400メートルの馬場で競走を行い、競走を7回繰り返して順位が決定される。騎手（駆り手）は赤色や黒色の袍（ほう）を身に纏い競走に臨む。この神事は「七頭の馬、七番の神事」とも称されている。
- 競馬式（こまくらべ）

競馬式は例年5月3日に東京都府中市にある大國魂神社で「くらやみ祭」の行事の一つとして執り行われている。午後8時から出走して6頭が旧甲州街道150ｍの距離を3往復する。
- 甲冑競馬

甲冑競馬は相馬野馬追の行事の一つとして、7月の最終日曜日に行われている。螺を鳴らせて開始を告げ、甲冑を装着した武者が旗差物を身に着け、1周1,000メートルの馬場を駆け抜ける。甲冑競馬は10頭立てで行われ、競走は10回行われる。
- お渡り式

お渡り式は例年12月17日に、奈良市春日野町にある春日大社で「春日若宮おん祭」の行事として執り行われている。5頭の馬が2頭ずつ参道を駆け抜ける。これが5回繰り返される。騎手は赤と緑の錦地の裲襠装束（りょうとうしょうぞく）を纏い、細纓冠をかぶる。